# أوسكار بونيلا
أوسكار بونيلا (بالإسبانية: Óscar Bonilla)‏ (11 يونيو 1978 بسان بيدرو سولا في هندوراس - ) هو لاعب كرة قدم هندوراسي في مركز الدفاع. شارك مع منتخب هندوراس لكرة القدم. أما مع النوادي، فقد لعب مع بيلا فيستا وريال إسبانيا ونادي ماراثون ونادي ديبورتيفو أوليمبيا ونادي بلاتنسي ونادي فيكتوريا ونادي ريال سوسيداد وباريلاس وان.

## وصلات خارجية
- أوسكار بونيلا على موقع قاعدة بيانات كرة القدم.إي يو (الإنجليزية)